# Okręg wyborczy West Dorset
Okręg wyborczy West Dorset został utworzony w 1885 roku i wysyła do Izby Gmin jednego deputowanego. Obejmuje dystrykt West Dorset z wyjątkiem miejscowości Owermoigne, należącej do okręgu South Dorset.

## Deputowani do brytyjskiej Izby Gmin z okręgu West Dorset[2]
- 1885–1895: Henry Richard Farquharson, Partia Konserwatywna
- 1895–1922: Robert Williams, 1. baronet Bridehead, Partia Konserwatywna
- 1922–1941: Philip Colfox, Partia Konserwatywna
- 1941–1974: Simon Wingfield Digby, Partia Konserwatywna
- 1974–1997: James Spicer, Partia Konserwatywna
- 1997–2019: Oliver Letwin, do września 2019 Partia Konserwatywna, następnie niezależny
- 2019–2024: Chris Loder, Partia Konserwatywna[3]
- 2024–    : Edward Morello(inne języki), Liberalni Demokraci[4]